# Йоресунд (мост)
Мостът над Йоресунд или Йоресундски мост (на датски: Øresundsbroen; на шведски: Öresundsbron) е комбиниран автомобилно-железопътен вантов мост над протока Йоресунд, съединяващ градовете Копенхаген на остров Шеланд, Дания и Малмьо (Швеция) на Скандинавския полуостров.
Строителството на моста започва през 1995 г. и завършва през 1999 г.
Мостът преминава почти 8 км от шведския бряг до изкуствения остров Пеберхолм, който се намира в средата на протока. Останалата част от съоръжението е 5 км. тунел от остров Пеберхолм до датския остров Ама. Мостът над Йоресунд е най-дългият комбиниран пътен железопътен мост Европа и свързва два основни ареала Копенхаген (столицата на Дания) и шведския град Малмьо. Също така мостът свързва пътната и железопътната мрежа на Скандинавия и Централна и Западна Европа. Дата кабел подсигурява цялата интернет връзка на Финландия.
Европейският път Е20 преминава през моста, а 'Øresundsforbindelsen' по железопътната линия. Мостът е проектиран от датската инжeнерна компания COWI.
Допълнително са усложнени проектът и изпълнението на тунелната част от съоръжението, защото на датския бряг се намира летище Копенхаген, като се избира вариантът за изпълнение на тунел, за да не се наруши трафикът на летището. Също така се осигурява корабна връзка в добро и лошо време.
През моста Йоресунд преминава границата между Дания и Швеция, но в съответствие с Шенгенското споразумение и Северния паспортен съюз не се извършват паспортни проверки. Извършват се случайни митнически проверки на влизане в Швеция, но не и на влизане в Дания.
Мостът Йоресунд получава наградата на 'Международната асоциация за мостово инженерство' за Изключителна структура през 2002 г.

## История
Строителните дейности по моста Йоресунд се извършват от съвместно предприятие между Hochtief, Skanska, Højgaard & Schultz и Monberg & Thorsen.  Строителството на моста започва през 1995 г. и завършва на 14 август 1999 г. Фредерик Датски, принц на Дания, и Виктория Шведска, принцеса на Швеция, се срещат в средата на мосто-тунела на 14 август 1999 г., за да отпразнуват приключването му.
На 12 юни 2000 г., 2 седмици преди откриване на съоръжението, по него преминават 79 871 бегачи в състезанието Бролоппет, което е полумаратон от Ама, Дания до Сконе Швеция.
Официалното освещаване на мосто-тунела се състои на 1 юли 2000 г., като домакини на откриването са Маргрете II и Карл XVI Густаф. Мостът влиза в експлоатация на същия ден. 